# Aguas Dulces
Aguas Dulces est une ville et une station balnéaire d'Uruguay qui fait partie de la municipalité de Castillos dans le département de Rocha. Sa population est de 417 habitants.
Elle a des côtes sur l'océan Atlantique.

## Population
| Année | Population |
| ----- | ---------- |
| 1963  | 74         |
| 1975  | 120        |
| 1985  | 145        |
| 1996  | 247        |
| 2004  | 409        |
| 2011  | 417        |

,